# Edgar Jones
Edgar Jones Jr. (Fort Rucker, Alabama, 17 de junio de 1956) es un exjugador de baloncesto estadounidense que jugó seis temporadas en la NBA, además de hacerlo en la CBA, la liga griega y en la liga ACB. Con 2,08 metros de estatura, lo hacía en la posición de ala-pívot.

## Trayectoria deportiva

### Universidad
Jugó durante cuatro temporadas con los Wolf Pack de la Universidad de Nevada, Reno, en las que promedió 18,6 puntos y 10,0 rebotes por partido. es el segundo máximo reboteador de la historia de su universidad, con 1.116 rebotes. En 1977 fue incluido en el mejor quinteto de la West Coast Conference, mientras que en 1976 y 1978 lo era en el segundo equipo.

### Profesional
Fue elegido en la trigésimo primera posición del Draft de la NBA de 1979 por Milwaukee Bucks, pero fue despedido antes del comienzo de la temporada, Tras quedarse sin equipo en la NBA, se marcha a jugar a los Lehigh Valley Jets, donde es elegido rookie del año.
Al año siguiente ficha como agente libre por New Jersey Nets, donde juega su primera temporada en la máxima competición como suplente de Maurice Lucas, acabando el año con 8,7 puntos, 4,4 rebotes y 1,4 tapones por partido. Nada más acabar la temporada 1980-81 es traspasado a Detroit Pistons, donde juega dos temporadas, en la segunda de ellas en 23 partidos como titular, promediando 8,3 puntos y 5,5 rebotes, hasta que en el mes de febrero es traspasado a San Antonio Spurs a cambio de dos futuras rondas del draft.
Su primera temporada completa con los Spurs fue la mejor a título personal, saliendo en 33 partidos como titular, para promediar 10,2 puntos y 5,5 rebotes. Además, ese año participó en el primer concurso de mates de la historia de la NBA, acabando en la quinta posición en una competición que ganó Larry Nance.
Poco después de comenzada la temporada 1984-85 fue traspasado a Cleveland Cavaliers a cambio de Jeff Cook. En los Cavs jugó dos temporadas como suplente a buen nivel, promediando en la segunda de ellas 9,7 puntos y 3,9 rebotes por partido.
A pesar de ello, una vez finalizada la misma fue despedido, y tras dos temporadas en blanco, pone rumbo en 1998 a la liga griega, fichando por el Panathinaikos, donde jugó dos temporadas promediando 27,5 y 24,1 puntos respectivamente, acabando en ambas ocasiones como quinto mejor anotador de la competición.
En 1990 llega a la liga ACB fichando por el Huesca La Magia, donde no convence tras disputar solo 4 partidos en los que promedia 10,0 puntos y 6 rebotes, siendo cortado en el mes de octubre y sustituido por Derek Strong.
En 1991 regresa a la liga griega, fichando por el Aris Salónica, con el que gana la Copa de Grecia. Tras varios años de parón, regresa a su país y ficha con Yakima Sun Kings de la CBA, ganando el título de liga.

## Estadísticas de su carrera en la NBA

### Temporada regular
| Temporada | Edad | Equipo              | Liga | P   | TIT | MIN  | TC  | TCA | %TC  | 3P  | 3PA | %3P  | TL  | TLA | %TL  | R.OF. | R.DEF. | REB | ASIS | ROB | TAP | PER | FP  | PTS  |
| 1980-81   | 24   | New Jersey Nets     | NBA  | 60  |     | 15.8 | 3.2 | 6.0 | .529 | 0.0 | 0.1 | .000 | 2.4 | 3.6 | .670 | 1.5   | 2.9    | 4.4 | 0.7  | 0.6 | 1.4 | 1.7 | 3.1 | 8.7  |
| 1981-82   | 25   | Detroit Pistons     | NBA  | 48  | 19  | 16.7 | 3.0 | 5.4 | .548 | 0.0 | 0.0 | .500 | 1.9 | 2.7 | .698 | 1.5   | 2.9    | 4.3 | 0.8  | 0.6 | 1.9 | 1.4 | 3.1 | 7.8  |
| 1982-83   | 26   | TOTAL               | NBA  | 77  | 28  | 21.5 | 3.1 | 6.2 | .495 | 0.0 | 0.1 | .222 | 2.6 | 3.7 | .703 | 1.8   | 4.1    | 5.8 | 1.2  | 0.5 | 1.4 | 1.9 | 3.5 | 8.8  |
| 1982-83   | 26   | Detroit Pistons     | NBA  | 49  | 25  | 21.1 | 3.0 | 6.0 | .493 | 0.0 | 0.1 | .333 | 2.4 | 3.5 | .680 | 1.6   | 3.9    | 5.5 | 1.4  | 0.6 | 1.6 | 2.1 | 3.3 | 8.3  |
| 1982-83   | 26   | San Antonio Spurs   | NBA  | 28  | 3   | 22.2 | 3.3 | 6.6 | .497 | 0.0 | 0.1 | .000 | 3.0 | 4.1 | .737 | 2.0   | 4.3    | 6.3 | 0.7  | 0.5 | 1.1 | 1.5 | 3.8 | 9.6  |
| 1983-84   | 27   | San Antonio Spurs   | NBA  | 81  | 33  | 21.9 | 4.0 | 8.0 | .500 | 0.1 | 0.2 | .316 | 2.2 | 3.0 | .727 | 1.8   | 3.8    | 5.5 | 1.0  | 0.8 | 1.3 | 1.5 | 3.7 | 10.2 |
| 1984-85   | 28   | TOTAL               | NBA  | 44  | 5   | 17.5 | 3.0 | 6.3 | .473 | 0.0 | 0.1 | .000 | 1.9 | 2.5 | .739 | 1.1   | 2.8    | 3.9 | 0.7  | 0.5 | 0.7 | 1.4 | 2.8 | 7.8  |
| 1984-85   | 28   | San Antonio Spurs   | NBA  | 18  | 1   | 17.9 | 2.4 | 5.1 | .484 | 0.0 | 0.1 | .000 | 2.3 | 2.8 | .804 | 0.9   | 2.6    | 3.4 | 1.0  | 0.5 | 1.0 | 1.6 | 2.9 | 7.2  |
| 1984-85   | 28   | Cleveland Cavaliers | NBA  | 26  | 4   | 17.2 | 3.3 | 7.1 | .467 | 0.0 | 0.1 | .000 | 1.6 | 2.3 | .683 | 1.3   | 2.9    | 4.2 | 0.4  | 0.4 | 0.4 | 1.3 | 2.7 | 8.2  |
| 1985-86   | 29   | Cleveland Cavaliers | NBA  | 53  | 6   | 19.1 | 3.5 | 7.0 | .505 | 0.1 | 0.4 | .304 | 2.5 | 3.4 | .742 | 1.3   | 2.6    | 3.9 | 0.8  | 0.6 | 0.7 | 1.2 | 2.7 | 9.7  |
| Total     |      |                     | NBA  | 363 | 91  | 19.2 | 3.3 | 6.6 | .506 | 0.0 | 0.2 | .262 | 2.3 | 3.2 | .710 | 1.5   | 3.3    | 4.8 | 0.9  | 0.6 | 1.3 | 1.6 | 3.2 | 9.0  |

### Playoffs
| Temporada | Edad | Equipo              | Liga | P  | MIN | TCA | TC | 3PA | 3P | TLA | TL | R.OF. | REB | ASIS | ROB | TAP | PER | FP | PTS | %TC  | %3P  | %FT  | MIN  | PTS | REB | AST |
| 1982-83   | 26   | San Antonio Spurs   | NBA  | 11 | 193 | 28  | 62 | 0   | 2  | 19  | 33 | 23    | 53  | 17   | 6   | 14  | 18  | 44 | 75  | .452 | .000 | .576 | 17.5 | 6.8 | 4.8 | 1.5 |
| 1984-85   | 28   | Cleveland Cavaliers | NBA  | 4  | 45  | 9   | 18 | 0   | 1  | 7   | 8  | 2     | 8   | 3    | 2   | 0   | 2   | 6  | 25  | .500 | .000 | .875 | 11.3 | 6.3 | 2.0 | 0.8 |
| Total     |      |                     | NBA  | 15 | 238 | 37  | 80 | 0   | 3  | 26  | 41 | 25    | 61  | 20   | 8   | 14  | 20  | 50 | 100 | .463 | .000 | .634 | 15.9 | 6.7 | 4.1 | 1.3 |